# 犬田卯
犬田 卯（いぬた しげる、1891年（明治24年）8月23日 - 1957年（昭和32年）7月21日）は、日本の小説家、農民運動家。

## 略歴
茨城県河内郡牛久村（稲敷郡牛久村、牛久町を経て、現在は牛久市）城中の農家の長男に生まれる。高等小学校卒業後農業に従事していたが、25歳の時上京し、1917年博文館に勤務した。1924年に中村星湖らと農民文芸研究会を作り、雑誌『農民』を刊行し、小説家として活動した。墓所は青山霊園の無名戦士墓。

## 親族
妻は小説家の住井すゑ。次女は毎日新聞論説委員の増田れい子。孫は画家のHATAOでその妻は絵本作家の永田萠。

## 著書

### 単著
- 『土に生れて』平凡社、1926年12月。全国書誌番号:43036104。
  - 『土に生れて』 上、筑波書林〈ふるさと文庫〉、1981年2月。全国書誌番号:81035466。
  - 『土に生れて』 中、筑波書林〈ふるさと文庫〉、1981年2月。全国書誌番号:81035467。
  - 『土に生れて』 下、筑波書林〈ふるさと文庫〉、1981年3月。全国書誌番号:81032593。
- 『土にあえぐ』平凡社、1928年2月。全国書誌番号:47009117。
  - 『土にあえぐ』 1巻、筑波書林〈ふるさと文庫〉、1983年7月。全国書誌番号:84003026。
  - 『土にあえぐ』 2巻、筑波書林〈ふるさと文庫〉、1983年7月。全国書誌番号:84003027。
  - 『土にあえぐ』 3巻、筑波書林〈ふるさと文庫〉、1983年9月。全国書誌番号:84058607。
  - 『土にあえぐ』 4巻、筑波書林〈ふるさと文庫〉、1983年9月。全国書誌番号:84058608。
- 『土の芸術と土の生活 農民文芸論集』農民文学社、1929年6月。全国書誌番号:47009342。
- 『村に闘ふ』全国農民芸術聯盟出版部、1929年11月。全国書誌番号:46030309。
  - 『村に闘ふ』 1（土の桎梏）、筑波書林〈ふるさと文庫〉、1985年5月。全国書誌番号:86008526。
  - 『村に闘ふ』 2（滅びゆくもの）、筑波書林〈ふるさと文庫〉、1985年5月。全国書誌番号:86008527。
- 『農民文芸三講』全国農民芸術聯盟出版部、1930年。全国書誌番号:47016311。
  - 『農民文芸三講』筑波書林〈ふるさと文庫〉、1985年5月。全国書誌番号:86017172。
- 『農村』平凡社、1934年12月。全国書誌番号:47015073。
- 『土にひそむ』不二屋書房、1935年11月。全国書誌番号:47009680。
  - 『土にひそむ』 1巻、筑波書林〈ふるさと文庫〉、1982年3月。全国書誌番号:82045301。
  - 『土にひそむ』 2巻、筑波書林〈ふるさと文庫〉、1982年3月。全国書誌番号:82045302。
  - 『土にひそむ』 3巻、筑波書林〈ふるさと文庫〉、1982年5月。全国書誌番号:82051550。
  - 『土にひそむ』 4巻、筑波書林〈ふるさと文庫〉、1982年5月。全国書誌番号:82051551。
- 『農民文学入門』大観堂書店、1939年5月。全国書誌番号:46070537。
- 『長篇小説 地方』平凡社、1939年9月。全国書誌番号:46064673。
- 『米』青梧堂、1940年12月。全国書誌番号:46054844。
- 『村の戦話』肇書房、1944年2月。全国書誌番号:46030310。
- 小田切秀雄 編『日本農民文学史』農山漁村文化協会、1958年10月。全国書誌番号:58013008。
  - 小田切秀雄 編『日本農民文学史』（増補版）農山漁村文化協会〈人間選書 4〉、1977年10月。全国書誌番号:77029010。
- 『犬田卯短編集』 1巻、筑波書林〈ふるさと文庫〉、1982年2月。全国書誌番号:82041923。
- 『犬田卯短編集』 2巻、筑波書林〈ふるさと文庫〉、1982年2月。全国書誌番号:82041924。

### 共著
- 犬田卯、加藤武雄『農民文芸の研究』春陽堂〈農民文芸叢書 2〉、1926年9月。全国書誌番号:43051262。
- 犬田卯、住井すゑ『愛といのちと はだしの夫婦愛三十六年』大日本雄弁会講談社、1957年10月。全国書誌番号:57003614。
  - 犬田卯、住井すゑ『愛といのちと』新潮社〈新潮文庫〉、1984年7月。全国書誌番号:84054891。

### 編集
- 小川芋銭『芋銭子作品選集』青梧堂、1942年10月。全国書誌番号:46022881。
  - 小川芋銭『芋銭子作品選集』（改訂複製版）単独舎、1982年11月。全国書誌番号:85034041。
- 小川芋銭『芋銭子名作集』精華房、1944年1月。
  - 小川芋銭『芋銭子名作集』（改訂複製版）単独舎、1982年11月。全国書誌番号:85034042。

### 翻訳
- ウィッス『新ロビンソン』博文館〈少年探偵冒険叢書 12〉、1922年11月。全国書誌番号:45022906。
- ゴーリキー『新しき露西亜』世界思潮研究会〈世界パンフレツト通信 8〉、1923年3月。全国書誌番号:42015190。
- ゾラ『大地』改造社〈ゾラ叢書 3〉、1931年1月。全国書誌番号:47031802。
  - ゾラ『大地』（復刻版）本の友社〈エミール・ゾラ選集 「ルーゴン=マッカール叢書」セレクション 10〉、2000年7月。ISBN 9784894393196。全国書誌番号:20183714。
- フランク・ノリス『オクトパス』 上巻、暁書院、1933年4月。全国書誌番号:47030021。
- バルザック『レ・ペイザン』建設社、1934年9月。全国書誌番号:47033703。
- エミイル・ギヨオマン『ある百姓の生涯』日本公論社、1939年8月。全国書誌番号:47035942。
- フランク・ノリス『小麦』 上、肇書房、1942年2月。全国書誌番号:46032381。
- フランク・ノリス『小麦』 下、肇書房、1942年3月。全国書誌番号:46032381。

### 共訳
- エルクマン=シャトリアン 著、犬田卯・増田れい子 訳『民衆のフランス革命 農民が描く闘いの真実』 上、昭和堂、2010年7月。ISBN 9784812210260。全国書誌番号:21796420。
- エルクマン=シャトリアン 著、犬田卯・増田れい子 訳『民衆のフランス革命 農民が描く闘いの真実』 下、昭和堂、2010年7月。ISBN 9784812210277。全国書誌番号:21796422。